# سپیددشت (فردیس)
سپیددشت روستایی در بخش مرکزی شهرستان فردیس، استان البرز ایران است. در سرشماری سال ۱۳۹۵ جمعیت آن ۲٬۳۳۸ نفر بود.